# Raisa Niedaszkowska
Raisa Stepaniwna Niedaszkowska (ukr. Раї́са Степа́нівна Недашкі́вська, ur. 17 lutego 1943 w Malinie) – ukraińska i radziecka aktorka teatralna i filmowa. Ludowa Artystka Ukrainy.

## Biografia
Uczyła się w gimnazjum nr. 87 w Kijowie. Jako dziecko lubiła tańczyć i była członkiem zespołu tańca Pałacu pionierów gdzie zauważył ją reżyser Wiktor Iwczenko, który poszukiwał młodej aktorki do roli Miawki w filmie Pieśń lasu na podstawie dramatu Łesi Ukrainki o tym samym tytule. 
Po premierze rozpoczęła studia w Kijowskim Instytucie Teatralnym. Po ukończeniu studiów w 1965 występowała w wielu filmach — zagrała ponad 60 ról — głównie w państwowej Wytwórni filmowej im. Ołeksandra Dowżenki.
W latach 1980-1993 grała w Kijowskim Teatrze Młodych.
W latach 1994-2001 była dyrektorem artystycznym Teatru „Pod Gwiaździstym Niebem” w kijowskim Planetarium.
Prowadzi znaczącą działalność publiczną jako I Zastępca Przewodniczącego Zarządu Narodowego Związku Aktorów Teatralnych Ukrainy. Aktywnie wspiera Euromajdan, rozpowszechnia wśród rosyjskiego środowiska teatralnego obiektywne informacje o wydarzeniach na Ukrainie.

## Nagrody i odznaczenia
- 1969 — Zasłużona Artystka Ukraińskiej SRR
- 1979 — Grand Prix dla najlepszej aktorki za film „Szczęście jest blisko”
- 1988 — Nagroda „Nika” za rolę Marii w filmie Komisarz (1967)
- 1993 — Międzynarodowy Festiwal Filmowy „Biały Bocian”- Najlepsza Aktorka
- 1993 — Ludowa Artystka Ukrainy
- 1994 — Grand Prix za najlepszą rolę kobiecą w filmie „Głos trawy” na autorskim festiwalu „Konstelacja”
- 1998 — Nagroda im. Siergieja Bondarczuka za wkład w sztukę na Międzynarodowym Festiwalu Filmowym „Złoty Rycerz”
- 2000 — Order Księżnej Olgi III klasy[3]
- 2009 — Order Księżnej Olgi II klasy[4]
- 2016 — Order Księżnej Olgi II klasy[5]
- Dyplom Rady Najwyższej Ukrainy